# Na Drážce
Na Drážce, někdy též Drážka je soubor obytných domů nacházejících se ve východní části města Pardubice mezi sídlištěm Dubina a státní silnicí na Dašice.

## Historie
Název pochází od vojenské polní úzkorozchodné železniční trati, která prostorem procházela do poloviny 50. let 20. století v trase dnešní stejnojmenné ulice.

## Výstavba sídliště
V roce 1958 byla zahájena výstavba v prostoru mezi čtvrtí „Za vodou“ a Studánkou podél komunikace na Rokytno a Býšť. Šlo o svépomocnou družstevní výstavbu. Plocha územní je 14 ha, na kterém bylo postaveno 1370 bytů pro 4800 obyvatel. Dominantou sídliště jsou tři výškové domy umístěné po dvou v protilehlých krajích a jeden uprostřed u nákupního střediska. Projektantem sídliště byl arch. P. Jícha. Ve střední části zástavby byla umístěna prodejna potravin, kadeřnictví, restaurace a prodejna průmyslového zboží pod názvem Galanta, což je název bývalého partnerského města Pardubic. Výstavba Galanty započala 17. března 1972.